# マザメ
マザメ （Mazamet）は、フランス、オクシタニー地域圏、タルヌ県のコミューン。
タルヌ県とオード県の県境に接し、トゥールーズとベジエから等しい距離に位置している。町はおよそ1万人の人口を持ち、人口約2万5千人の都市圏の中心になる。
これまでの歴史で、町は150年あまりデレナージュ（fr、皮を傷つけることなく羊毛を取り去る技術）と、ヒツジやヤギの皮を用いる製革業で生計を立ててきた。それがマザメの産業革命だった。

## 地理

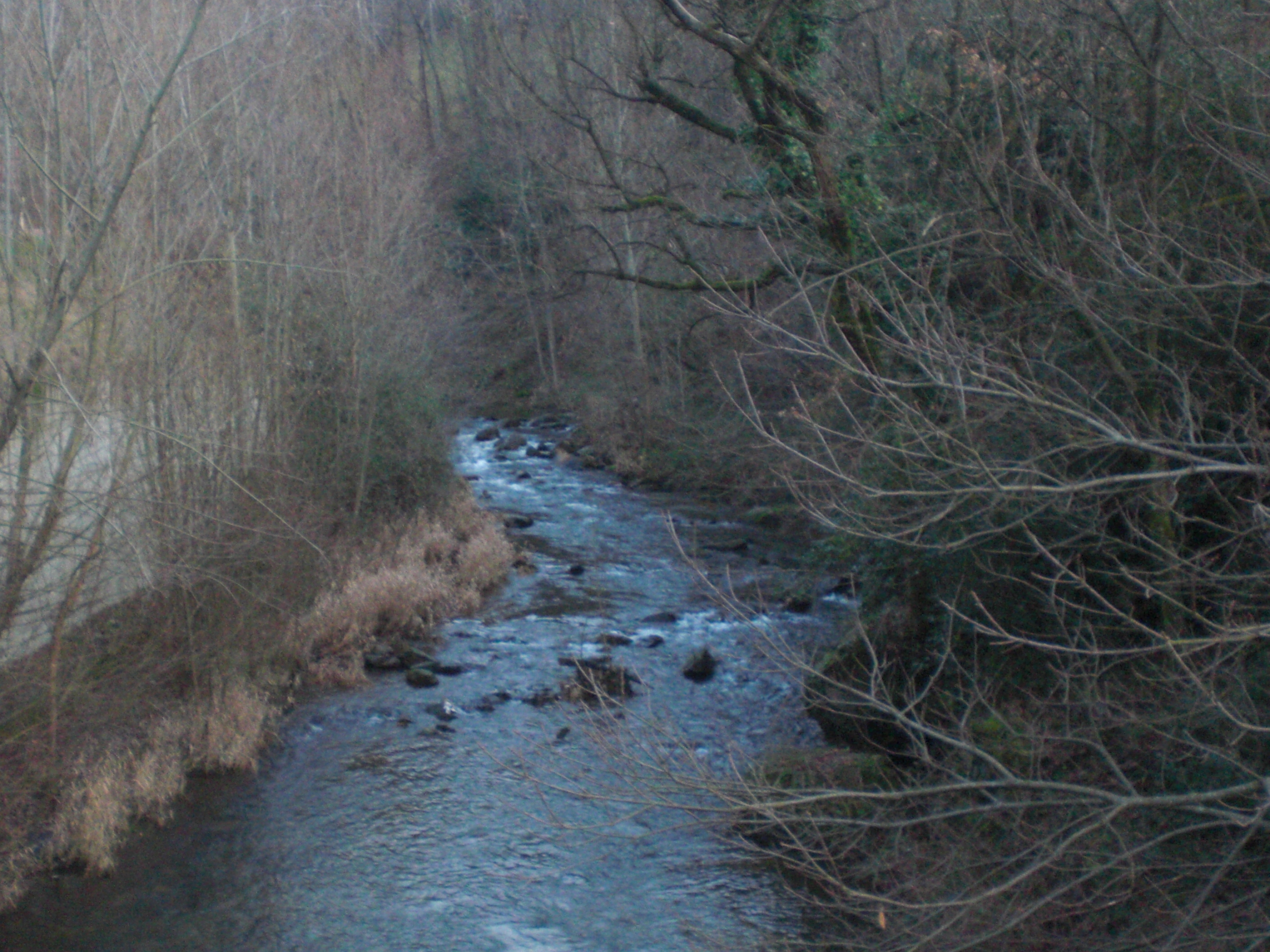
アルネット川

マザメはノワール山地およびオプール岩山、トレの畝間と呼ばれる空洞のふもとにある。
マザメを流れるのはトレ川とアルネット川である。温暖湿潤であり、アルン川とアルネット川谷で吹く北風と、南西風であるオタン風の恩恵を受けている。
マザメの町の近くには多くの湖や池がある。

## 由来
マザメの町は、オプール集落を追い出された住民たちが移住してきて生まれた。アルビジョワ十字軍時代、シモン・ド・モンフォールは要塞を攻撃し、住民を虐殺した後に町を破壊した。この虐殺から逃れた人々は、フランスに平和が戻ると、アルネット川のほとりにマサルネット（Masarnette）の村を築き、これがのちにマザメとなった。

## 歴史

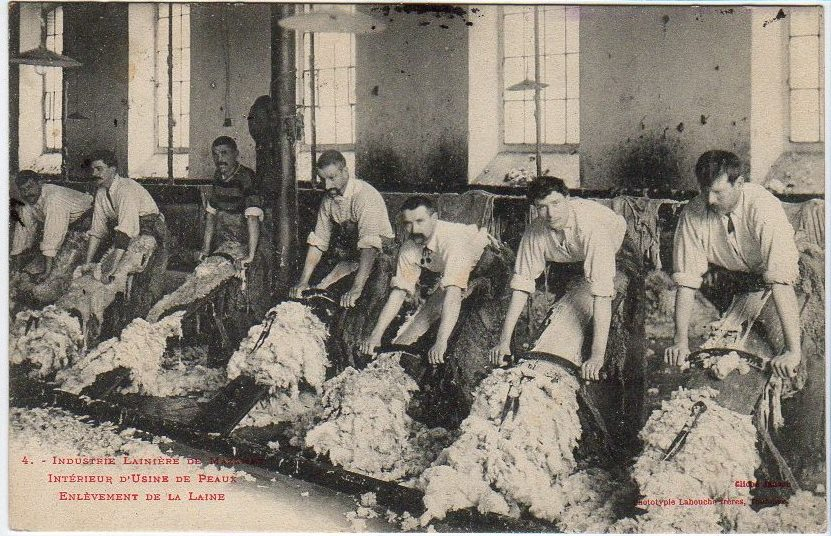
デレナージュ作業中の人々

タルヌの町の国際的な名声は150年前にさかのぼる。1980年代半ばまで、この新型のコミューンは国際的な産業や商業の中心地だった。
19世紀半ば、地理的に不利な状況であったにもかかわらず、小さなマザメの町は独自の活動、デレナージュを生み出した。この産業はアルゼンチン、オーストラリア、南アフリカ、ニュージーランド、ウルグアイとの貿易関係を確立するのに有利に働いた。
一方、割合は少ないものの、製革業はデレナージュに一部依存して、羊毛の町の中で良い位置を見つけていた。

## 人口統計
| 1962年 | 1968年 | 1975年 | 1982年 | 1990年 | 1999年 | 2006年 | 2014年 |
| ------ | ------ | ------ | ------ | ------ | ------ | ------ | ------ |
| 17251  | 16171  | 14440  | 12840  | 11481  | 10544  | 10158  | 10173  |

参照元:1962年から1999年までは複数コミューンに住所登録をする者の重複分を除いたもの。それ以降は当該コミューンの人口統計によるもの。1999年までEHESS/Cassini、2006年以降INSEE。

## ギャラリー

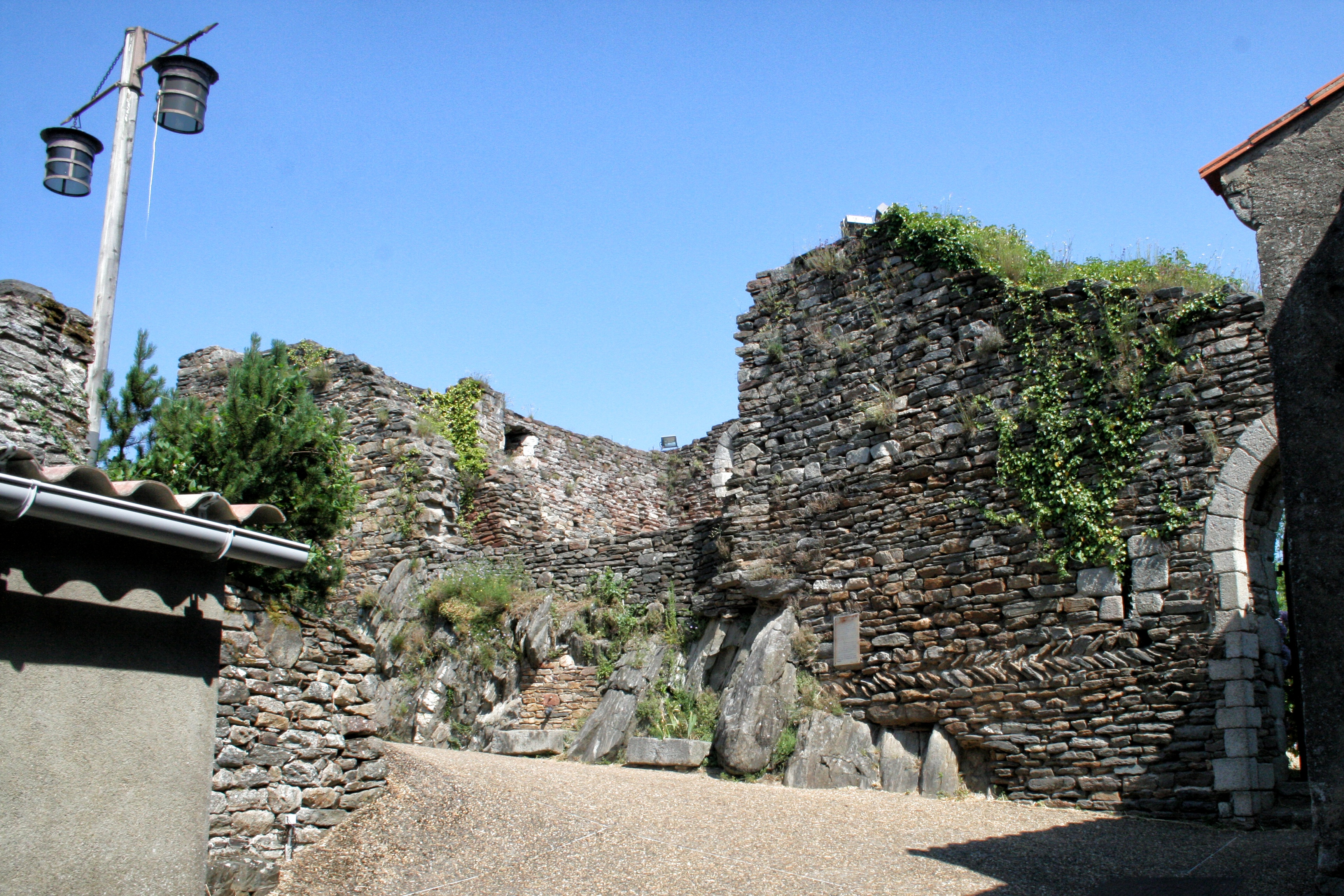
オプール集落
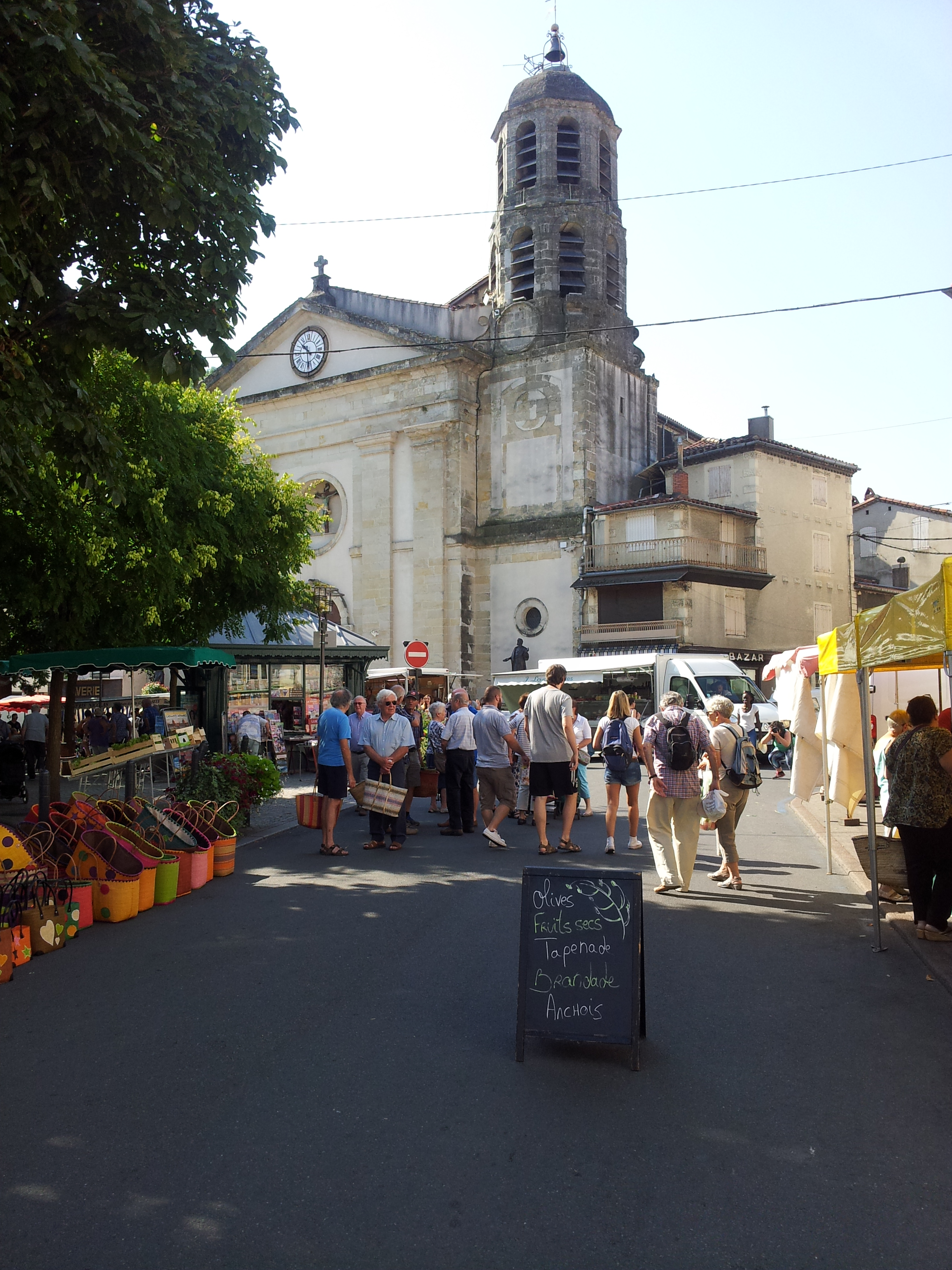
サン・ソヴール教会
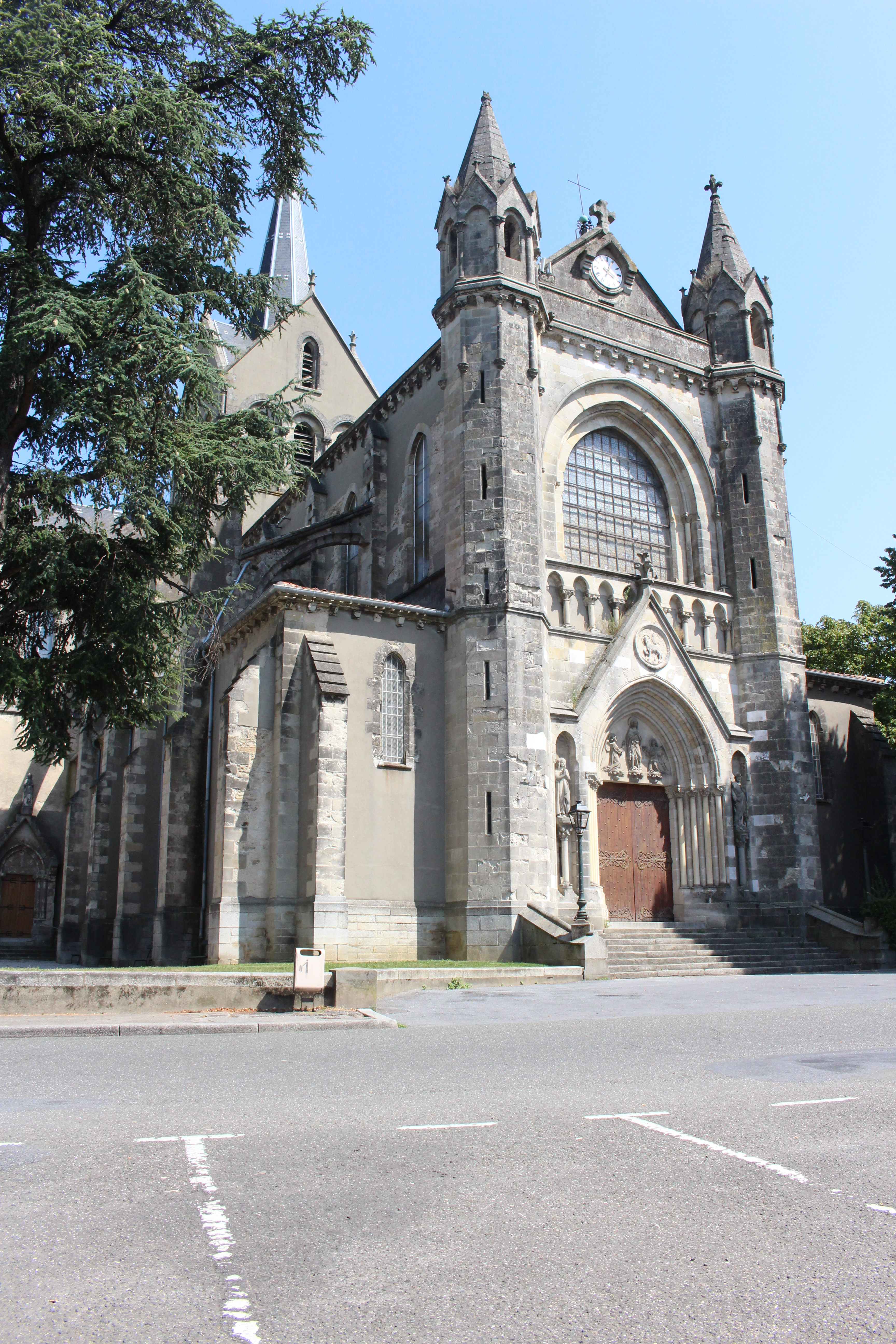
ノートルダム教会
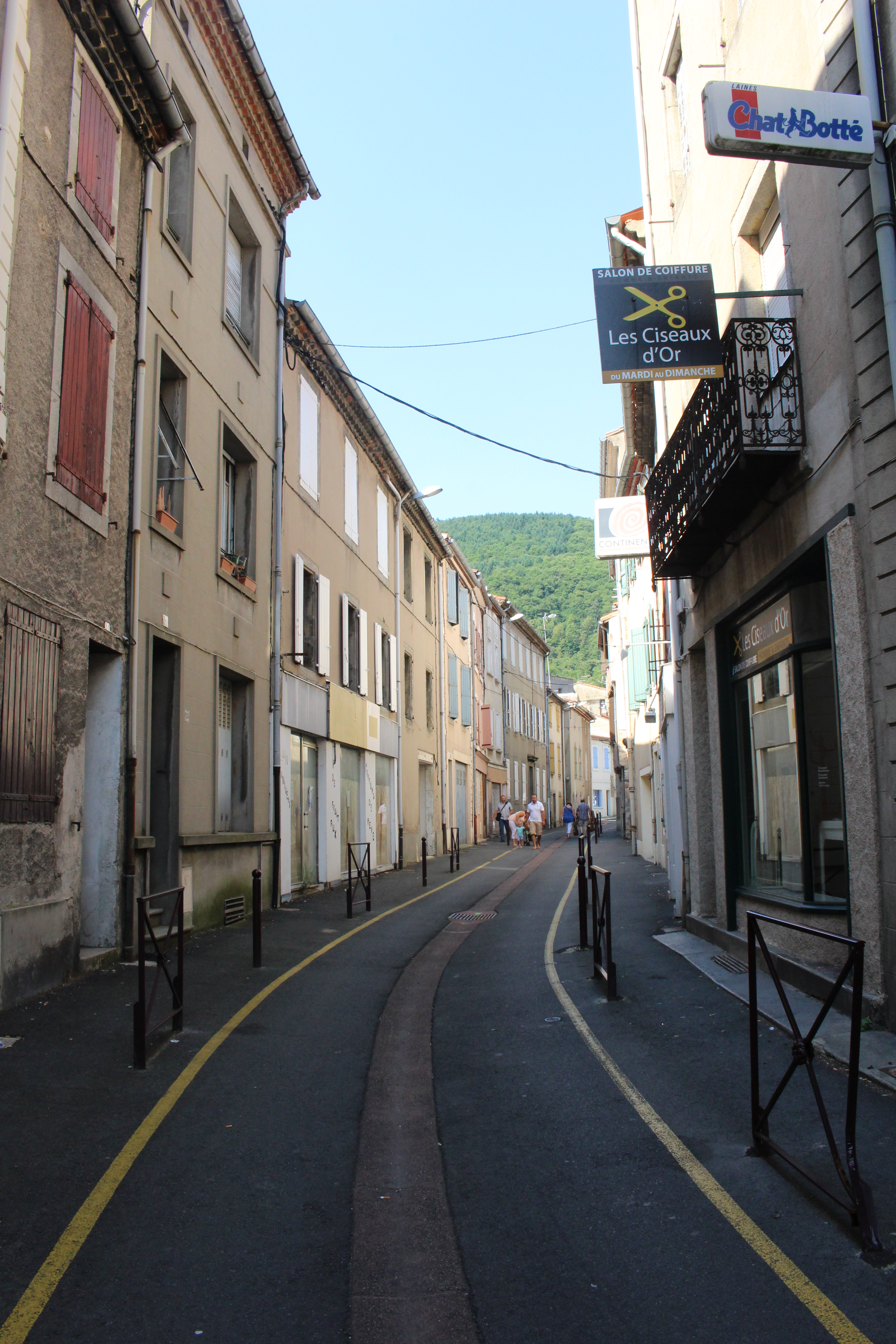
通り
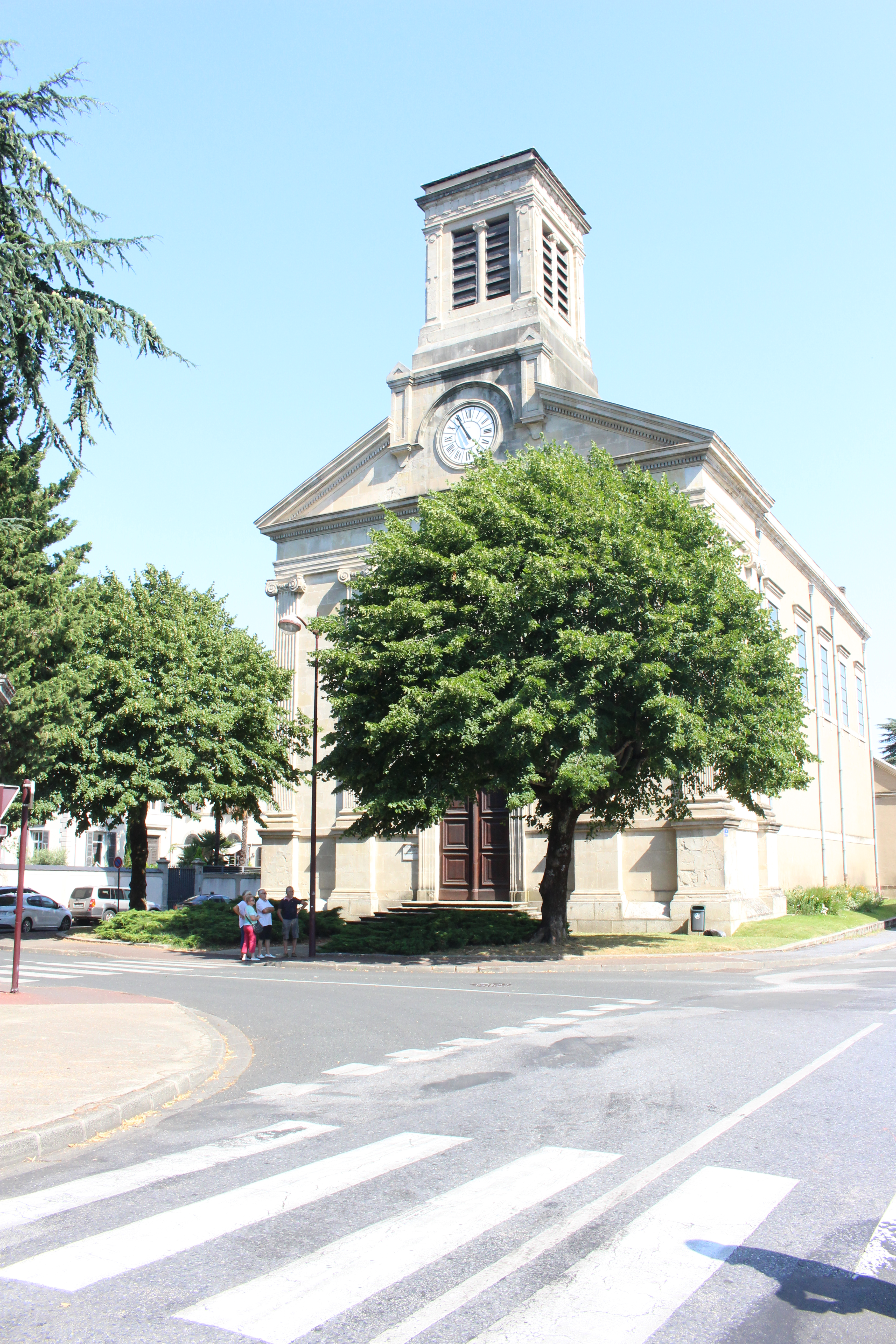
プロテスタント教会